# 백석문학상
백석문학상(白石文學賞)은 1997년에 시인 백석의 문학정신을 기리기 위해 제정한 문학상이다. 故 자야(子夜, 본명 金英韓) 여사가 출연한 2억원을 기금으로 1997년 10월 20일에 결성된 백석문학기념사업 운영 위원회(위원장 백낙청, 운영위원 최원식, 이시영, 정형모, 이정재)가 그 첫 사업으로 백석문학상을 제정하였다. 첫 시행은 1999년에 했다. 상금은 1,000만원이며, 매년 8월을 기준으로 2년 내에 출간된 뛰어난 시집에 시상한다. 출판사 창비에서 운영하고 있다.
| 회   | 수상 연도 | 수상작                                                             | 저자          |
| ---- | --------- | ------------------------------------------------------------------ | ------------- |
| 1회  | 1999년    | 《어느 날 나는 흐린 酒店에 앉아 있을 거다》 《집은 아직 따뜻하다》 | 황지우 이상국 |
| 2회  | 2000년    | 《일광욕하는 가구》                                                | 최영철        |
| 3회  | 2001년    | 《가상현실》                                                       | 김영무        |
| 4회  | 2002년    | 《개마고원에서 온 친구에게》                                       | 신대철        |
| 5회  | 2003년    | 《저 꽃이 불편하다》                                               | 박영근        |
| 6회  | 2004년    | 《바다 호수》                                                      | 이시영        |
| 7회  | 2005년    | 《길을 잃고 싶을 때가 많았다》                                     | 정양          |
| 8회  | 2006년    | 《밤 미시령》                                                      | 고형렬        |
| 9회  | 2007년    | 《드러남과 드러냄》                                                | 김정환        |
| 10회 | 2008년    | 《축제》                                                           | 김해자        |
| 11회 | 2009년    | 《간절하게 참 철없이》                                             | 안도현        |
| 12회 | 2010년    | 《불을 지펴야겠다》                                                | 박철          |
| 13회 | 2011년    | 《세시에서 다섯시 사이》                                           | 도종환        |
| 14회 | 2012년    | 《캥거루는 캥거루고 나는 나인데》                                  | 최정례        |
| 15회 | 2013년    | 《먼 우레처럼 다시 올 것이다》                                     | 엄원태        |
| 16회 | 2014년    | 《우리처럼 낯선》                                                  | 전동균        |
| 17회 | 2015년    | 《폐허를 인양하다》                                                | 백무산        |
| 18회 | 2016년    | 《비유의 바깥》                                                    | 장철문        |
| 19회 | 2017년    | 《누군가가 누군가를 부르면 내가 돌아보았다》                       | 신용목        |
| 20회 | 2018년    | 《웃는 연습》                                                      | 박성우        |
| 21회 | 2019년    | 《파일명 서정시》                                                  | 나희덕        |